# Леоня (Великопольське воєводство)
Леоня (пол. Leonia) — село в Польщі, у гміні Владиславув Турецького повіту Великопольського воєводства.
Населення — 220 осіб (2011).
У 1975—1998 роках село належало до Конінського воєводства.

## Демографія
Демографічна структура станом на 31 березня 2011 року:
|          | Загалом | Допрацездатний вік | Працездатний вік | Постпрацездатний вік |
| -------- | ------- | ------------------ | ---------------- | -------------------- |
| Чоловіки | 110     | 21                 | 74               | 15                   |
| Жінки    | 110     | 21                 | 64               | 25                   |
| Разом    | 220     | 42                 | 138              | 40                   |